# Династичний орден
Династичний Орден (анг. Dynastic Order) — орден, заснований монархом; організація, що перебуває під королівським (князівським) патронатом. Такий орден надається, як законним джерелом честі, діючим сувереном, так і головою раніше суверенної правлячої династії. Ордени часто вважаються частиною культурної спадщини правлячої родини. Династичні ордени часто засновувались та надавались як винагорода за службу монарху, державі або його династії.
Також зустрічаються назви монарший орден (monarchical order) орден дому. Багато династичних орденів були також і лицарськими орденами й створювались як лицарські спільноти, підпорядковані суверену, правлячому в даній країні. Ознаками приналежності до Ордену Дому були відзнаки у вигляді орденів, лицарські плащі, мечі та інші символи.

## Види
Династичні ордени перебувають під виключним управлінням монарха або представника колишньої правлячої династії, та надаються впливу політичного керівництва діючих конституційних монархій (прем'єр-міністра або кабінету міністрів). В сучасних європейських монархіях династичним називається орден, рішення про вручення якого приймається монархом самостійно. Інші ордени тієї ж країни вручаються монархом за поданням уряду чи парламенту, або (рідше) монарху для нагородження будь-кого нединастичним орденом потрібна згода парламенту чи уряду. Таким чином, участь монарха в нагородженні рештою орденів виявляється досить формальною (хоча він має право відмовитися підписувати подання до нагороди). Наприклад, у сучасній Великій Британії династичним є орден Підв'язки, а в сучасній Іспанії — орден Золотого руна (іспанська гілка). Для нагородження ними монарх не обмежений у своєму виборі.
У нещодавній доповіді британського уряду згадується, що «залишилася одна дія, яка була визначена як справді особиста, виконавча прерогатива монарха: нагородження певними почестями, які залишаються в межах суверенного дару (Орден за заслуги, Ордени Підв'язки, Будяка та Королівський Вікторіанський Орден.»
Як правило, династичні або ордени дому надаються сувереном з будь-якої причини, яку монарх може вважати доцільною, тоді як інші ордени, які часто називають орденами за заслуги, надаються за рекомендацією урядовців для визнання особистих досягнень або заслуг перед нацією.
За весь період історії існувало багато династичних лицарських орденів, насамперед у Європі. Сьогодні розрізняють династичні ордени, які надаються правлячим монархом, ті, які надає глава королівського дому у вигнанні або колишня правляча династія, а також ті, голови яких вимерли. Існує також практика, коли колишні правлячі династії не лише підтримують історичні династичні ордени, але й засновують нові, вважаючи, що створювати нові ордени залишається правом відповідної династії назавжди.
До характерної особливості Ордену Дому належить автоматичне отримання ордену князями або князівнами династії за фактом свого народження. Частіше за все офіційна церемонія нагородження відбувається на їх повноліття. Деякі династичні ордени мають обмеження по кількості їх членів-лицарів. Зазвичай носії ордена збираються разом у певний день для щорічних урочистостей, які часто складаються з відвідування церкви в регаліях ордена, а також зустрічі та балу або бенкету.
Існували також Ордени Дому, що вручалися сувереном лише членам своєї родини та найближчим родичам. Прикладами є Орден Матильди та Орден Крістіана VII в королівстві Данія.
Династичним або Орденом Дому також є нагорода, яку вручає голова династичного дому монарха, який втратив свій престол, або його спадкоємці, у тому числі небезперечні. Усі європейські династії, що втратили владу в XIX—XX століттях, і далі вручають ордени, які раніше вручали їхні предки. У деяких випадках змінюється зовнішній вигляд або статут орденів. Вручає династичні ордени також княгиня Марія Романова, яка називає себе і свого сина «Російським імператорським домом», проте іншими представниками дому Романових, організованими в Об'єднання членів роду Романових, її первородство і, право на вручення орденів не визнається.
Правовий статус таких орденів у тих країнах, якими раніше керували монарші сім'ї, що їх вручають, може бути різним. Так, наприклад, у Португалії ордени, що вручаються Дуарте Піу, герцогом Браганським, просто ігноруються законом, що регламентує правові відносини у сфері нагород. В Італії Костянтинівський орден Святого Георгія, що вручається Бурбон-Сицилійським домом, має офіційне урядове визнання, але не як державна нагорода. В Австрії династичні нагороди не визнаються.
Династичним Орденом може називатися нагорода, яка вручається суверенами одразу кількох держав, якщо вони належали до однієї династії. Прикладами є Орден Золотого Руна австрійської та іспанської гілки; Орден Вендської корони вручався правителями Мекленбург-Шверіна та Мекленбург-Стрелиця; Орден Саксен-Ернестинського дому вручався правителями відразу трьох держав, якими керували члени династії Ернестінов: Саксен-Кобург-Готським, Саксен-Альтенбурзьким та Саксен-Мейнінгенським. Так само, династичний орден Альбрехта Ведмідя був створений трьома правителями князівств, що належали до династії Асканіїв: князями Анґальт-Дессау, Анґальт-Кетена та Анґальт-Бернбургу. Після 1863 року ці три держави об'єдналися в об'єднане князівство Анґальт. Нині орден не має статусу державної нагороди, але його й далі вручає головою дому Асканіїв.
Також династичними орденами називають нагороди, що вручаються монархом, що є традиційним правителем племені чи групи племен. Така ситуація характерна для деяких держав Африки, які є республіками, але на території яких продовжують існувати традиційні історичні монархи або «вожді», що користуються безумовним авторитетом у місцевого населення і при цьому демонструють лояльність до уряду, який, у свою чергу, визнає їх існуванням.
Оскільки багато колишніх європейських монархічних домів (Савойська династія, Бурбон-Сицилійський дім, дім Браганса, дім Габсбурґів та ін.) католицькі, для їхніх прихильників важлива позиція Папи Римського. Ватикан, згідно з офіційним роз'ясненням, визнає легітимність тих історично існуючих недержавних орденів, які афілійовані із самим Ватиканом. Решта династичних орденів Ватиканом не визнаються.

## Ордени
Династичні Ордени набули свого поширення з Середньовіччя (14—15 століття). Першими відомими монаршими орденами були:
- Орден Монтези, заснований Яковом II Арагонським 1317 року
- Орден Святого Георгія, заснований королем Угорщини, Галичини і Володимерії Карлом I 1325 року
- Орден Паса, заснований Альфонсо XI Кастільським бл. 1330
- Орден Cвятої Катерини, заснований Гумбертом ІІ бл. 1335
- Орден Підв'язки, заснований Едуардом III бл. 1348
- Орден Зірки, заснований королем Франції Жаном III бл. 1351
- Орден Вузла, заснований королем Неаполя Луї I 1352
- Орден Найсвятішого Благовіщення, заснований Амадеєм VI Савойським 1362
- Орден Коси, заснований Альбрехтом III Австрійським 1375
- Орден Корабля, заснований Карлом III, королем Неаполя, Угорщини, титулярним Королем Галичини та Володимирії, 1 грудня 1381
- Орден Дракона, заснований Сигізмундом I, королем Угорщини, титулярним Королем Галичини та Володимирії, 1408
- Орден Золотого Руна, заснований графом Бургундії Філіппом III 1430.

Прикладами династичних орденів є:
- Анґальд — Династичний орден Альбрехта Ведмідя
- Баден — Орден Вірності
- Баварія — Орден Святого Губерта
  - Орден Святого Георгія
  - Орден Святого Михайла
  - Орден Терези
- Бранденбург-Байройт — Орден Червоного орла
- Брауншвейг — Орден Генріха Лева
- Ганновер — Орден Святого Георгія
- Гессен — Орден Золотого Лева
- Гогенлое — Династичний Орден Фенікса
- Гогенцолерн — Орден дому Гогенцолернів
- Гольштейн-Готторф — Орден Святої Ганни
- Ізенбург-Бірштайн — Орден Pour mes Amis
- Ольденбург — Орден Заслуг герцога Петра-Фрідріха-Людвіга
- Пруссія — Орден Чорного орла
- Ройс — Почесний хрест
- Саксонія — Орден Рутової корони
- Саксен-Веймар — Орден Білого Сокола
- Саксен-Альтенбург та Саксонське князівство — Орден дому Саксен-Ернестіне
- Саксен-Гільдбургаузен — Орден Щасливої Унії
- Сальм — Орден князівського дому Сальмів 1718 року
- Шаумбург-Ліппе — Орден дому Ліппе
- Шварцбург — Почесний хрест
- Тгурн-і-Таксіс — Орден Ідеальної Дружби
- Вюртемберг — Орден Вюртемберзької корони

- Албанія — Почесний ланцюг Албанії
  - Орден Скандербега
- Австрія — Орден Золотого Руна
  - Орден Святого Георгія
  - Шляхетний орден Зоряного хреста
- Бразилія — Орден Христа
  - Орден Троянди
  - Орден Педро І
- Болгарія — Орден Святих Кирила і Мефодія
  - Орден Святого Олександра
- Великабританія — Орден Підв'язки
  - Орден Королівської Родини
- Шотландія — Орден Будяка
- Греція — Орден Спасителя
  - Орден Святих Георгія і Костянтина
  - Орден Святих Ольги і Софії
- Грузія — Орден Орла Грузії та Туніки Господа нашого Ісуса Христа
  - Орден Святого Давида
- Данія — Орден Слона
  - Орден Данеброг
- Іспанія — Орден Золотого Руна
- Монако — Орден Святого Карла
- Нідерланди — Орден Золотого Лева Нассау
- Португалія — Орден Крила Святого Михайла
  - Орден Оранського Дому
- Румунія — Орден Румунської Корони
  - Орден Карла І
  - Орден Королівського Дому
- Чорногорія — Орден князя Данила I
  - Орден Святого Петра Цетинського
- Італія — Орден Святого Благовіщення
  - Орден Святих Маврикія та Лазаря
- Сицилія — Орден Святого Януарія
  - Орден Святого Фердинанда
  - Орден Святого Георгія
- Дім Мюратів — Королівський Орден Обох Сицилій
- Парма — Орден Святого Георгія
- Тоскана — Орден Святого Стефана
  - Орден Святого Йосипа
- Угорщина — Орден Святого Стефана
- Франція — Орден Святого Духа
  - Орден святого Михайла

- Легниця — Орден Золотого Оленя
- Мекленбург-Шверін і Стреліц — Орден Венедської Корони
- Олесниця — Орден черепа
- Сербія — Орден Святого князя Лазаря

- Єгипет — Орден Мухаммеда-Алі
  - Орден Нілу
- Ефіопія — Орден Соломона
  - Орден Печатки Соломона

- В'єтнам — Імперський орден Дракона д'Аннама